# Ротенберг, Адам
А́дам Ро́тенберг (англ. Adam Rothenberg, род. 20 июня 1975, Тенафлай, Нью-Джерси) — американский актёр. Наиболее известен по роли капитана Гомера Джексона в британском телесериале «Улица потрошителя».

## Биография
Адам Ротенберг родился у Джиллиан и Кеннета Ротенбергов в городе Тенафлай, штат Нью-Джерси 20 июня 1975 года. У него еврейские корни с отцовской стороны и у него есть шесть братьев и сестёр.
В интервью 2008 года журналу «People» Ротенберг обсудил свои профессии прежде чем перейти к актерской: «Я был уборщиком мусора и проверял факты для журнала «Mademoiselle». Хуже всего было работать охранником: ужасные двенадцатичасовые смены у лифта».
Ротенберг обучался актерскому мастерству в актерской студии в Нью-Йорке под руководством Джеймса Прайса. В Нью-Йорке он много работал с Chelsea Repertory Company & LAB и служил в армии в течение двух лет с 1996 года по 1997 год в Германии. «Chicago Tribune» также описал армейский опыт Ротенберга как «выпускник колледжа, который был призван в армию и служил в зенитном подразделении в Германии», указывая на то, что он был подготовлен к роли Стэнли в «Трамвае „Желание“» в 2004 году. Ротенберг также сыграл во многих театральных постановках в различных театрах.

## Личная жизнь
Обручился с ирландской актрисой Шарлин Маккенной в 2019 году. Они поженились в январе 2021 года в замке Лесли рядом с родным городом Маккенны.

## Фильмография
| Год       | Русское название       | Оригинальное название   | Роль                     | Примечания      |
| --------- | ---------------------- | ----------------------- | ------------------------ | --------------- |
| 2004      | Присяжные              | The Jury                | Крис Бенини              | 1 эпизод        |
| 2008      | Закон и порядок        | Law & Order             | Генри Ди Пиано           | 1 эпизод        |
| 2008      | Все мои бывшие         | The Ex-List             | Огги                     | Основной состав |
| 2008      | Шальные деньги         | Mad Money               | Боб Труман               |                 |
| 2008      | Теннесси               | Tennessee               | Картер                   |                 |
| 2010      | Доктор Хаус            | House                   | Тейлор                   | 1 эпизод        |
| 2011      | В поле зрения          | Person of Interest      | Эндрю Бентон             | 1 эпизод        |
| 2011      | Блюдо и ложка          | The Dish and the Spoon  | муж                      |                 |
| 2012      | Алькатрас              | Alcatraz                | Джонни МакКи             | 1 эпизод        |
| 2012      | Элементарно            | Elementary              | Лиам Даноу               | 1 эпизод        |
| 2012—2016 | Улица потрошителя      | Ripper Street           | капитан Гомер Джексон    | Основной состав |
| 2014      | Разделение             | The Divide              | Дэнни                    | 7 эпизодов      |
| 2018      | Диетлэнд               | Dietland                | Доминик О'ши             | Основной состав |
| 2018      | Касл-Рок               | Castle Rock             | преподобный Мэттью Дивер | 8 эпизодов      |
| 2019      | Оранжевый — хит сезона | Orange Is the New Black | Мистер Доггетт           | 1 эпизод        |